# Thorns
Thorns — норвезький блек-метал проєкт із Тронгейма. Оригінальна назва — Stigma Diabolicum. Засновник і лідер гурту Снорре Рух (Blackthorn) відомий також своєю участю в Mayhem.

## Історія
Гурт створив Снорре Раш разом із Маріусом (Mortem, Arcturus) у 1989 році. Перші репетиції проект проводив у школі, де вчився Снорре.
У 1991 році гурт змінює назву на Thorns.
У 1991—1993 роках команда записує дві репетиційні стрічки «Ærie Descent» та «Funeral Marches To The Grave», що мали локальний успіх на норвезькій блек-метал сцені. Стиль Thorns був упізнаваним: повільні рифи, нешвидкий темп музики. Саме Снорре Раш надихнув Евронімуса на створення своєрідних рифів до «De Mysteriis Dom Sathanas». Умовно стиль команди можна було охарактеризувати як експерименти з окультним блек-металом.
У 1993 році Снорре був ув'язнений за співучасть у вбивстві Евронімуса (Ойстейна Аарсета). Він був ув'язнений за співучасть у вбивстві Евронімуса. Снорре супроводжував Варга Вікернеса в легендарній нічній поїздці, хоча за словами самого Варга Вікернеса: «Раш опинився просто не в тому місці і не в той час».
У 1999 році, вийшовши з в'язниці, Снорре за участю іменитих музикантів з інших норвезьких гуртів відновлює діяльність гурту та записує новий альбом, витриманий в індастріально-блековому стилі. Thons видають новий спліт-альбом спільно з Emperor під назвою «Thorns vs Emperor», що складається переважно зі старих композицій Thorns, виконаних Imperor та навпаки.
Потім, у 2001 році, вийшов дебютний альбом Thorns, з Хелхаммером (Hellhammer) на барабанах, Сатиром (Satyr) і Dødheimsgard 's Aldrahn на вокалі.
У жовтні 2007 року грецький лейбл Kyrck Productions випустив збірник Stigma Diabolicum, в якому були представлені демоверсії Grymyrk і Trøndertun, а також матеріали демонстрацій Stigma Diabolicum Lacus de Luna, Luna de Nocturnus і двох треків («Thule» і «Fall»)) з репетиції 1991 року.

## Склад гурту

### Учасники
- Snorre Ruch — гітари / клавіатури / програмування
- Jon Wesseltoft — бас / баритон гітара
- Aldrahn — вокал
- Christian Broholt — гітари
- Kenneth Kapstad — барабани

### Колишні учасники
- Bård G. Eithun — барабани
- Marius Vold — вокал, бас
- Harald Eilertsen — бас на Grymyrk
- Terje Kråbøl — барабани на Trøndertun
- Ronny K. Prize — бас на Trøndertun
- Satyr — вокал на Thorns
- Aldrahn — вокал на Thorns
- Hellhammer — барабани на Thorns

## Дискографія

### Демо-записи
- Luna De Nocturnus (1989) (на лейблі Stigma Diabolicum)
- Lacus De Luna (1990) (на лейблі Stigma Diabolicum)
- Grymyrk (1991)
- Trøndertun (1992)
- Thule (1992)

### Альбоми
- Thorns (2001)

### Інші релізи
- Thorns vs. Emperor (1998) (спліт з Emperor)
- Stigma Diabolicum (2007) (компіляція)